# Bernhard von Spanheim

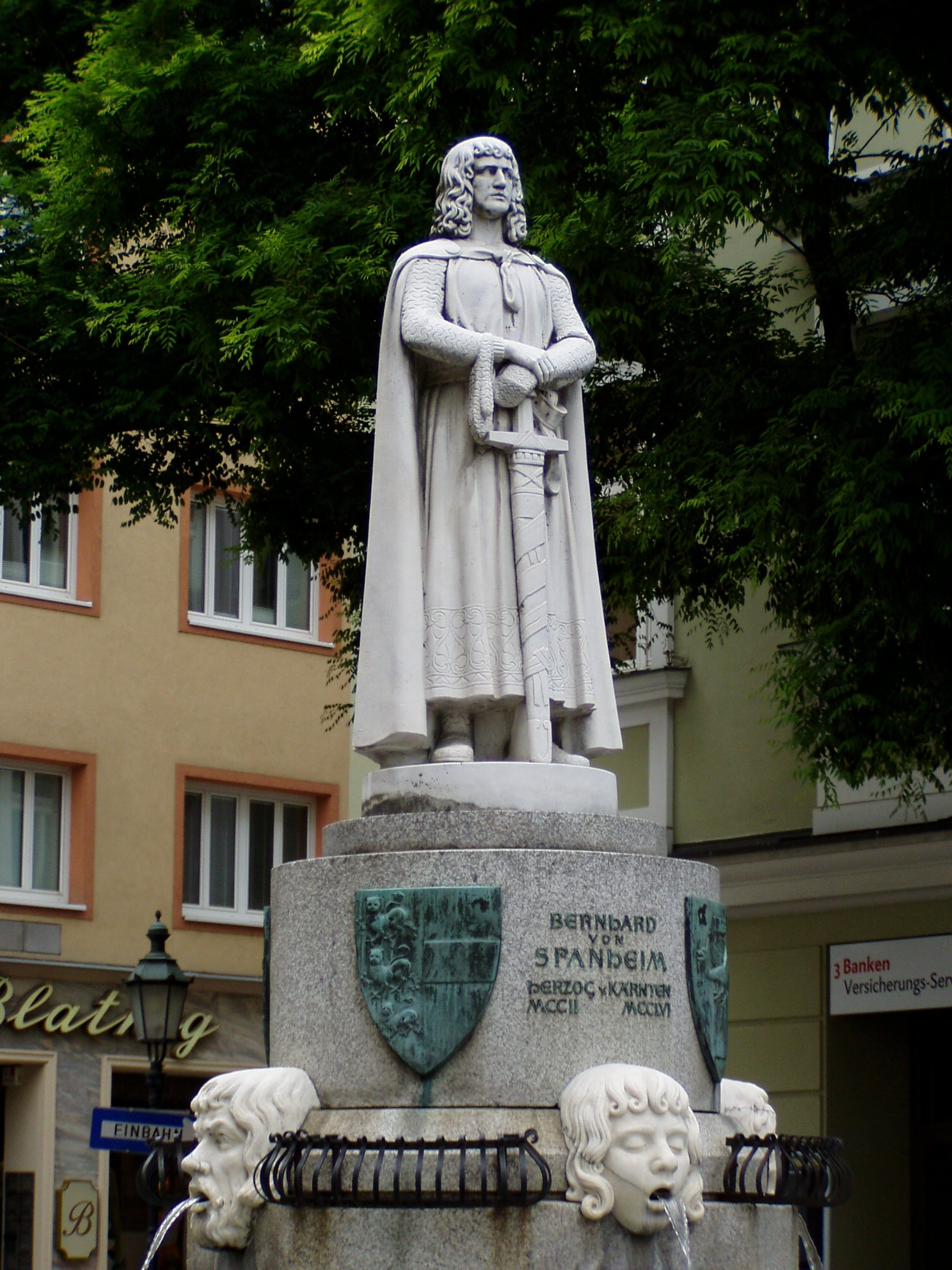
Estatua de Bernhard von Spanheim en Klagenfurt, ciudad fundada por él.

Bernhard von Spanheim (1176 o 1181 – 4 de enero de 1256 en Völkermarkt) perteneció al linaje de los Spanheim, que era originariamente de la zona del Rin, y fue uno de los más importantes duques de Carintia. Su padre fue Herman de Carintia, que había reinado desde 1161 hasta 1181., y su madre, Inés de Austria, miembro de la Casa de Babenberg.

Bernhard von Spanheim (también mencionado en ocasiones como Sponheim) se convirtió en Duque de Carintia en el año 1202, sucediendo a su hermano Ulrich II von Spanheim. En un comienzo, Bernhard von Spanheim fue seguidor de Felipe de Suabia, después de Otón IV y a partir de 1213 de Federico II Hohenstaufen. 
El Duque Bernhard se definía a sí mismo como “princeps terre” (príncipe de la tierra) y fue el que creó para el Ducado el triángulo de ciudades St. Veit an der Glan – Klagenfurt – Völkermarkt. Por ello es considerado como un fundador de ciudades. Él fue también el responsable del traslado de la ciudad de Klagenfurt desde su localización inicial en las riberas del río Glan al lugar donde actualmente se encuentra, en los alrededores de la Alter Platz de dicha ciudad, para evitar las frecuentes crecidas del río que inundaban la misma. Además promovió el comercio y el transporte en la zona.
La ambición de Bernhard le incitó a apoderarse de importantes pasos montañosos hacia el sur, en la cordillera de Karavanke, como el Loiblpass, y se esforzó por hacer suya la región de Carniola (actual Eslovenia), donde fundó otras ciudades como Kostanjevica, hasta que aseguró la zona para su hijo y sucesor Ulrich III von Spanheim.
Estuvo además bien relacionado, ya que a través de su mujer, que era hija del rey Ottokar I de Bohemia, mantuvo lazos muy estrechos con la familia reinante en Bohemia, los Premislidas. Estas relaciones llevaron a que tras la muerte sin descendencia de Ulrich III von Spanheim (hijo de Bernhard von Spanheim), su primo de la familia Premyslid, Ottokar II, se convirtiese en heredero de Carintia.
En cuanto a la sucesión de Bernhard von Spanheim, hay que decir que tuvo cuatro hijos:
- Ulrich III von Spanheim (fallecido el 27 de octubre de 1269) y que fue Duque de Carintia entre 1256 y 1269, Señor de Carniola desde 1251.
- Philipp von Spanheim (1220 – Krems, 22 de julio de 1279), Arzobispo de Salzburgo entre 1247 y 1256, y Patriarca de Aquilea entre 1269 y 1272.
- Margarethe (fallecida en 1249)
- Bernhard (fallecido antes de 1249)